# Cinoche (roman)
Pour l’article homonyme, voir Cinoche.
Cinoche est un roman satirique d'Alphonse Boudard publié en 1974. Il s'agit d'une autofiction qui lui a été inspirée par son expérience décevante de scénariste pour le cinéma.

## Résumé
Un truand octogénaire demande au narrateur, Alphonse, d'écrire le scénario d'un film retraçant l'histoire de sa vie mouvementée. Ce devrait être le premier long-métrage tourné par Luc Galano. Cet apprenti réalisateur est un fêtard immature et versatile qui vit aux crochets de son père, un peintre très célèbre et très riche. Il est marié à Gloria Sylvène, une vedette de cinéma sur le retour qui compte sur ce film pour redevenir une tête d'affiche. Alphonse ne se fait aucune illusion sur le succès de l'entreprise, mais il a désespérément besoin d'argent et il accepte ce travail. Il est ainsi embarqué à la suite du couple Galano dans une aventure riche en péripéties hautes en couleur, où les projets de scénarios vont se succéder au gré des événements (le récit débute peu avant Mai 68), à la recherche d'un producteur suffisamment fortuné et inconscient pour financer le projet.

## Rapport entre la fiction du roman et la biographie de l'auteur
Pour Pascal Manuel Heu, ce roman est la meilleure production issue de l'expérience cinématographique d'Alphonse Boudard. Il cite à ce sujet des propos de ce dernier, qui considérait son travail de scénariste comme purement alimentaire et impersonnel. Boudard a dit par ailleurs qu'il n'avait jamais autant perçu le poids du pouvoir que dans le milieu cinématographique, en citant comme exemple son abandon de l'écriture du scénario du Tatoué sous la pression des exigences contradictoires de Jean Gabin et de Louis de Funès, soucieux chacun d'avoir le meilleur rôle. Dans Cinoche, Pierre Gillieth a reconnu Mylène Demongeot et Marc Simenon (fils de Georges Simenon) derrière la caricature du couple Galano, mais Pascal Manuel Heu précise que Boudard s'est défendu d'avoir écrit un roman à clef. S'il reconnaît s'être servi de certains traits de personnes réelles, il les a mélangés:

« Avant que tout ça soye bien cuit, rance, réchauffé mainte et mainte, que j’oublie toutes ces fariboles… Luc et sa belle et leurs enfants… le scénario sublime… que tout ça s’efface, m’intéresse vraiment plus du tout… que je vous rattrape, agrafe, tant qu’il est encore temps, cette histoire. »

— Alphonse Boudard, Cinoche
En réalité, Boudard a contribué à la rédaction du scénario et des dialogues de deux films de Marc Simenon: Le Champignon, une histoire de drogue se déroulant sur les bords du Léman, et dont le scénario rappelle vaguement celui ébauché lors de l'épisode suisse du roman ; puis L'Explosion, situé dans un village de vacances comme Tous au soleil, le film que Luc Galano finit par tourner et dont l'intrigue reste floue dans le roman.
Le narrateur parle de deux scénaristes-dialoguistes en vogue : Blaise Potager, nom qui évoque évidemment celui de Pascal Jardin, et son aîné Musardin, qui fait penser à Michel Audiard.

## Éditions
- Collection Vermillon (1974)[7]
- Collection Folio (1975)[8]
- Le Livre de poche (1999)[9]